# 牛铁山宅
牛铁山宅，位于中国云南省丽江市古城区大研街道新义街密士巷，建于清。
2011年3月9日，牛铁山宅公布为县级文物保护单位。